# Arabi americani
Gli arabi americani sono cittadini degli Stati Uniti d'America d'origine araba, immigrati a partire dal XIX secolo prevalentemente dal Medio Oriente. Sono per la maggioranza cristiani.

## Società
In venti anni la popolazione araba che vive negli USA è raddoppiata. La maggior parte degli arabi statunitensi (62 %) sono originari di quello che, in epoca coloniale, era chiamato Levante e che oggi si preferisce definire "Mezzaluna Fertile": una regione del Medio Oriente che comprende il Libano, la Siria, la Palestina, la Giordania. 
Le altre comunità sono originarie invece del Maghreb, dell'Egitto, dello Yemen, dell'Iraq e di altre nazioni arabe. Secondo il The Arab American Institute, gli Stati Uniti contano nel 2010 più di 3,5 milioni di arabi.
La maggior parte delle popolazioni di origini arabe vive in California, nel Michigan (350.000 circa), nel New Jersey e a New York. La città che conta la percentuale più alta ville di americani di origine araba è la cittadina di Dearborn, nel Michigan. In questo centro abitato le insegne bilingue dei commercianti, in inglese e in arabo, sono sparse ovunque nelle strade. La comunità irachena conta più di 30.000 persone a Dearborn, per la maggior parte di religione cristiana caldea, giunti negli USA negli anni venti dello scorso secolo per lavorare nelle fabbriche automobilistiche.

### Religione
La gran maggioranza degli arabi statunitensi è di confessione cristiana. Secondo il The Arab American Institute, il 63% degli arabi statunitensi è cristiano, il 24% è musulmano e il 13% si identifica in altre fedi religiose. 
I cattolici (romani, maroniti e la melchiti) rappresentano il 35% degli arabi. I cristiani ortodossi rappresentano il 18% e i protestanti il 10% circa dell'intera comunità araba statunitense.

## Storia
A causa di drammatici problemi agricoli e alimentari, tra il 1870 e i primi del XX secolo, un alto numero di abitanti della Siria, Palestina e del Libano emigrò alla volta dei Nuovo Continente.
Questa emigrazione (chiamata in arabo ﻣﻬﺠﺮ‎?, mahjar), dette modo a un'intera generazione di arabi di operare in un clima di accettabile libertà espressiva e di manifestare il proprio genio nel campo specialmente della letteratura.
Questa piccola diaspora - che dette vita negli USA alla New York Pen League (in arabo ﺍﻟﺮﺍﺑﻄـة ﺍﻟﻘﻠﻤﻴـة‎?, al-Rābiṭa al-Qalamiyya, ossia "Lega della Penna") che radunava alcune personalità poetiche di spicco, quali Amin al-Rihani, Khalil Gibran, Mīkāʾīl Nuʿayma e Elia Abu Madi, e che a San Paolo (Brasile portò alla creazione della al-ʿUṣba al-Andalusiyya (in arabo العصبة الأندلسية‎?), che significa "Federazione Andalusa", di cui fece, tra gli altri, parte Michel - viene ricordata semplicemente col nome al-Mahjar.

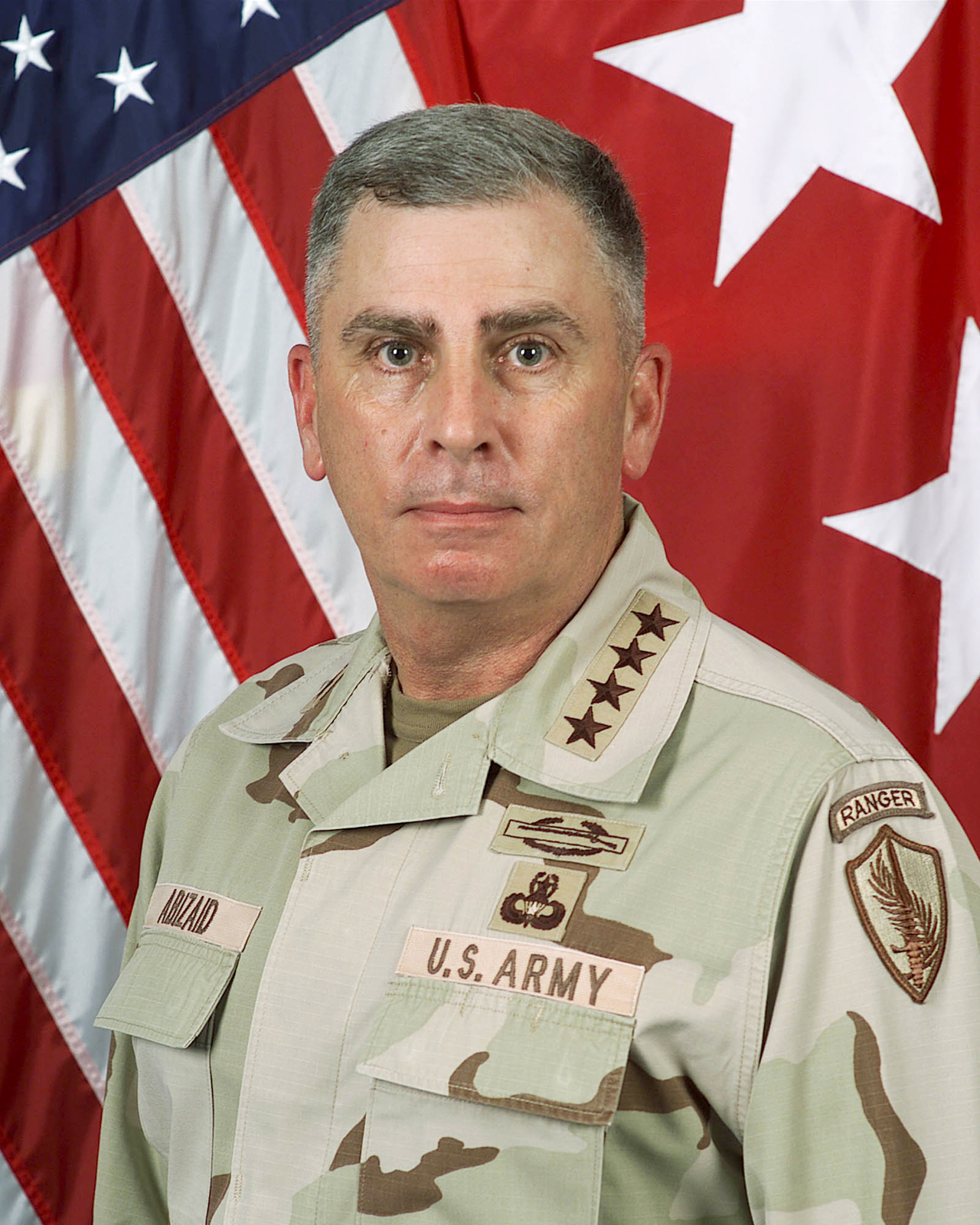
Il gen. John Abizaid, d'origine libanese
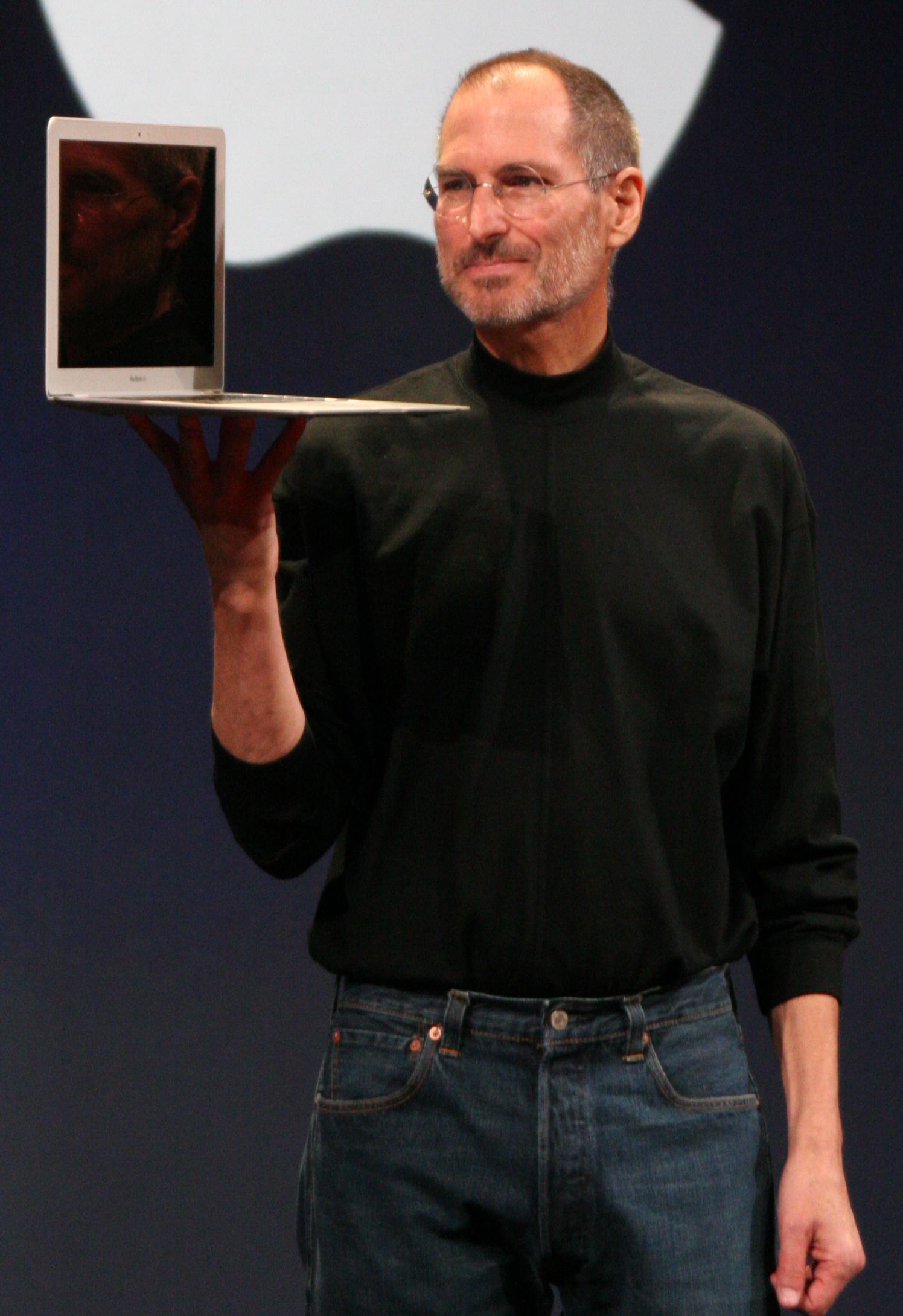
Steve Jobs, la cui famiglia è d'origine siriana
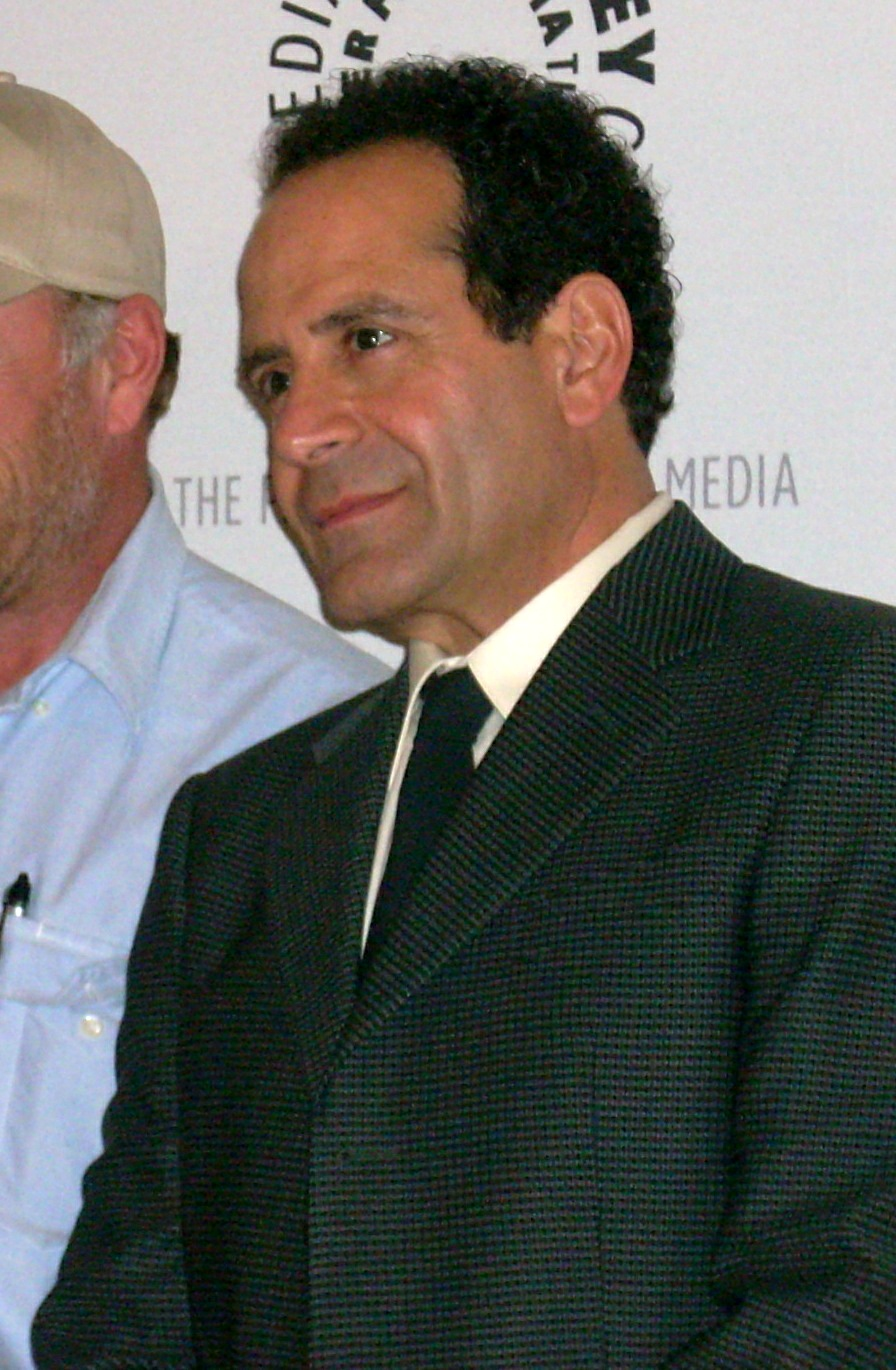
L'attore Tony Shalhoub, la cui famiglia è d'origine libanese
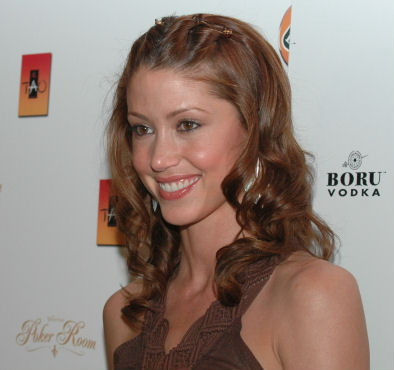
L'attrice Shannon Elizabeth, di padre libanese
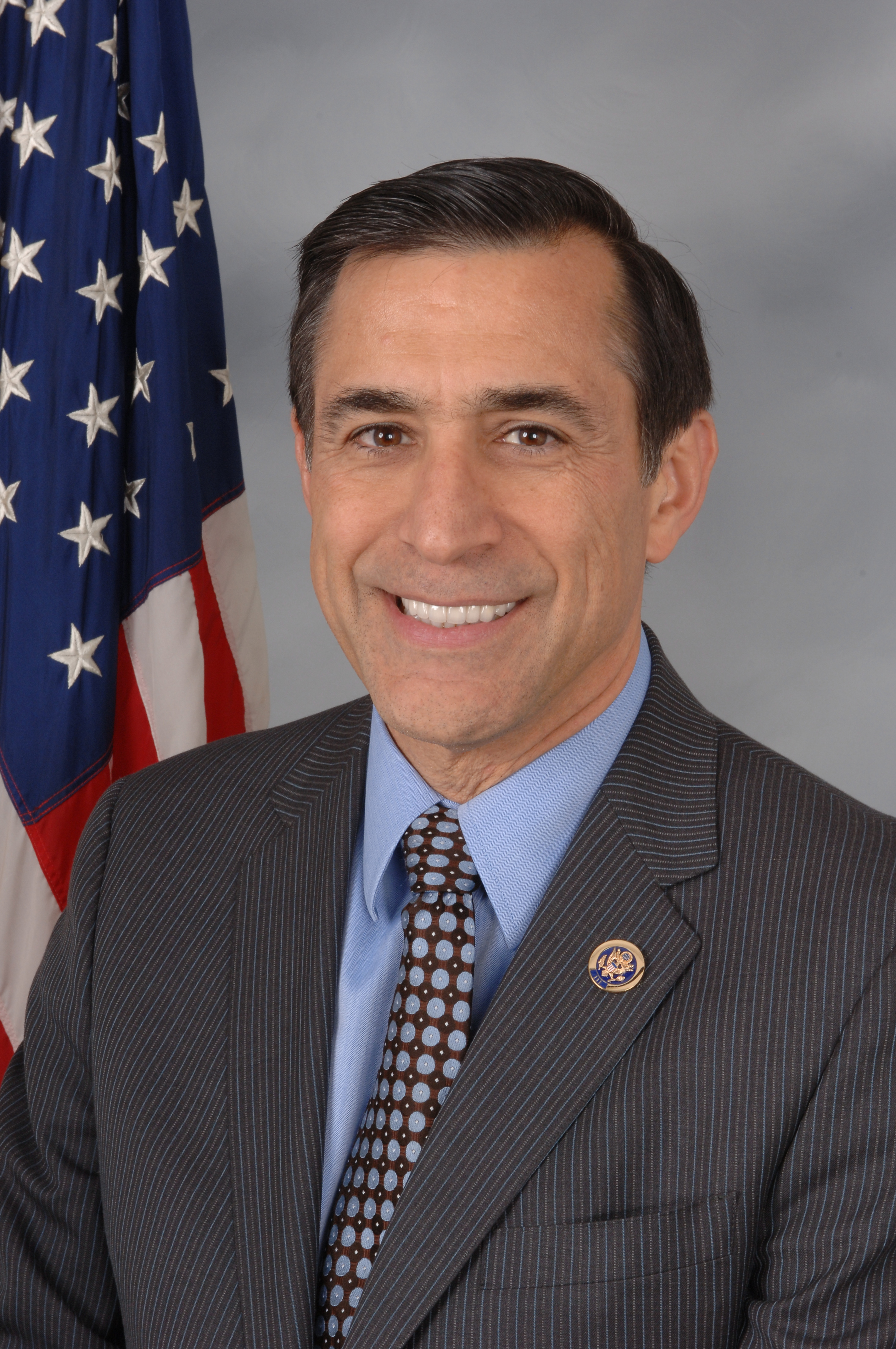
Il repubblicano Darrell Issa, di origine libanese, per la Camera dei rappresentanti dello Stato della California